# 小浜町 (福井県)
小浜町（おばまちょう）は、福井県遠敷郡にあった町。現在の小浜市中心部にあたる。現在の小浜市とは別の自治体である。

## 地理
- 海洋：小浜湾
- 河川：南川

## 歴史
- 1889年（明治22年）4月1日 - 町村制の施行により、遠敷郡小浜町（小浜清滝町、小浜津島町、小浜多賀町、小浜鈴鹿町、小浜塩竈町、小浜生玉町、小浜今宮町、小浜玉前町、小浜白鬚町、小浜広峯町、小浜酒井町、小浜龍田町、小浜住吉町、小浜日吉町、小浜神田町、小浜大宮町、小浜男山町、小浜鹿島町、小浜白鳥町、小浜貴船町、小浜浅間町、小浜香取町、小浜飛鳥町及び小浜大原町）の区域をもって、遠敷郡小浜町が発足する。
- 1935年（昭和10年）4月1日 - 遠敷郡雲浜村及び西津村と合併する。
- 1951年（昭和26年）3月30日 - 遠敷郡小浜町、内外海村、松永村、国富村、遠敷村、今富村、口名田村及び中名田村が合併して、小浜市が発足する。

## 交通

### 鉄道路線
日本国有鉄道小浜線の小浜駅が隣接する今富村に所在。

### 道路
- 国道27号